# Cryptodromiopsis unidentata
Cryptodromiopsis unidentata är en kräftdjursart som först beskrevs av Eduard Rüppell 1830.  Cryptodromiopsis unidentata ingår i släktet Cryptodromiopsis och familjen Dromiidae. Inga underarter finns listade i Catalogue of Life.